# ال-۳ کامیونیکیشنز
ال-۳ کامیونیکیشنز (به انگلیسی: L-3 Communications) شرکت مهندسی هوافضا و نیروی نظامی آمریکایی است، که در زمینه ارائه ابزارهای ناوبری، تجهیزات شناسایی، سیستم‌های امنیتی، مهندسی ابزار دقیق، سیستم‌های جهت یابی و رادار، تجهیزات مخابراتی و بی‌سیمی، فناوری هوافضا، وسایل ارتباطاتی و تجهیزات دریایی فعالیت می‌نماید.
ریشه‌های تأسیس شرکت ال-۳ کامیونیکیشنز به سال ۱۹۹۵ و ادغام دو شرکت لاکهید کورپوریشن و مارتین مریتا و راه‌اندازی کمپانی لاکهید مارتین بازمی‌گردد، که طبق توافق انجام شده میان مدیران ارشد دو شرکت، بخش صنایع دفاعی متوسط، به صورت یک شرکت اسپین-آف، تفکیک و در سال ۱۹۹۷ به کنسرسیوم سه جانبه‌ای با حضور فرانک لانزا، روبرت لاپنتا و برادران لیمن واگذار گردید. نام شرکت نیز برگرفته از حروف نخست نام‌خانوادگی سه سرمایه‌گذار آن، ال-۳ می‌باشد!
این شرکت در حال حاضر یکی از ۱۰ پیمانکار اصلی، طرف قرارداد وزارت دفاع ایالات متحده آمریکا، وزارت امنیت داخلی ایالات متحده آمریکا، جامعه اطلاعاتی ایالات متحده آمریکا و ناسا به‌شمار می‌آید. دفتر مرکزی این شرکت در شهر نیویورک قرار دارد و سهام آن در بازار بورس نیویورک معامله می‌شود.